# (5019) Erfjord
(5019) Erfjord est un astéroïde de la ceinture principale.

## Description
(5019) Erfjord est un astéroïde de la ceinture principale. Il fut découvert le 25 juin 1979 à Siding Spring par Eleanor Francis Helin et Schelte J. Bus. Il présente une orbite caractérisée par un demi-grand axe de 2,43 UA, une excentricité de 0,08 et une inclinaison de 5,6° par rapport à l'écliptique.

## Compléments